# Rozavlea
Rozavlea es una comuna ubicada en el distrito de Maramureș, Rumania.

## Superficie
Cuenta con una superficie de 43,23 kilómetros cuadrados.

## Demografía
Hasta 2021 la población era de 2986 habitantes, con una densidad de población de 69,07 habitantes por kilómetro cuadrado.